# Cellarinella rossi
Cellarinella rossi is een mosdiertjessoort uit de familie van de Sclerodomidae. De wetenschappelijke naam van de soort is voor het eerst geldig gepubliceerd in 1956 door Rogick.